# Мездра
Мездра (буг. Мездра) град је у Републици Бугарској, у северозападном делу земље, седиште истоимене општине Мездра у оквиру Врачанске области.
Мездра је важно железничко чвориште у Бугарској.

## Географија
Положај: Мездра се налази у северозападном делу Бугарске. Од престонице Софије град је удаљен 96 km северно, а од обласног средишта, Враце град је удаљен 16 km југоисточно.
Рељеф: Област Мездре се налази у области западног дела Старе Планине. Град је смештен у долини реке Искар, на око 220 m надморске висине.
Клима: Клима у Мездри је конитнентална.
Воде: Мездра се образовала на левој обали значајне бугарске реке Искар.

## Историја
Област Мездре је првобитно било насељено Трачанима, а после њих овом облашћу владају стари Рим и Византија. Јужни Словени ово подручеје насељавају у 7. веку. Од 9. века до 1373. године област је била у саставу средњовековне Бугарске.
Крајем 14. века област Мездре је пала под власт Османлија, који владају облашћу 5 векова.
Године 1878. град је постао део савремене бугарске државе. Насеље убрзо постаје средиште окупљања за села у околини, са више јавних установа и трговиштем. Међутим, прави развој града започео је тек са изградњом железничког чворишта.

## Становништво
По проценама из 2010. године. Мездра је имала око 11.500 ст. Огромна већина градског становништва су етнички Бугари. Остатак су махом Роми. Последњих година градско становништво становништво је у порасту услед доброг положаја града у држави.
Претежан вероисповест месног становништва је православна.

## Партнерски градови
- Конотоп

## Галерија
- Православна Црква св. Ђорђа
- Градска тврђава
- Дом културе „Просвета“
- Основна школа